# Retrograde (film)
Pour plus de détails, voir Fiche technique et Distribution.
Retrograde est un film luxembourgeois réalisé par Christopher Kulikowski, sorti en 2004.

## Synopsis
Deux voyageurs temporels tentent d'empêcher une catastrophe biologique sur un bateau de recherche en Antarctique.

## Fiche technique
- Titre : Retrograde
- Réalisation : Christopher Kulikowski
- Scénario : Christopher Kulikowski, Tom Reeve et Gianluca Curti
- Musique : Stephen Melillo
- Photographie : Carlo Thiel
- Montage : Peter Davies
- Production : Gianluca Curti, Tom Reeve et Jamie Treacher
- Société de production : The Carousel Picture Company, Time Studio, Gruppo Minerva International et Franchise Pictures
- Pays :  États-Unis,  Luxembourg,  Italie et  Royaume-Uni
- Genre : Action et science-fiction
- Durée : 93 minutes
- Dates de sortie : 
  -  Russie : 2 novembre 2004 (vidéo)

## Distribution
- Dolph Lundgren : John Foster
- Silvia De Santis : Renee Diaz
- Joe Montana : Dalton
- Gary Daniels : Markus
- Joey Sagal : Andrew Schrader
- Ken Samuels : Robert Davies
- David Jean Thomas : Jefferson
- Jamie Treacher : Mackenzie
- Marco Lorenzini : Bruce
- Scott Joseph : Greg
- Adrian Sellars : Keith
- James Chalke : Vacerri
- Nicolas de Pruyssenaere : Ichek
- Derek Kueter : Charley